# Юсуф-заде, Ага-Баба Аскер оглы
Ага-Баба Аскер оглы Юсуф-заде (азерб. Ağababa Əsgər oğlu Yusifzadə; 1886, Губа — 11 марта 1938) — азербайджанский революционер, большевик, второй официальный редактор газеты «Коммунист» (с 20 августа 1920 года по 29 марта 1921 года). Отец Клары Юсифзаде. Погиб в годы массовых сталинских репрессий в Азербайджане.

## Биография
Ага-Баба Аскер оглы Юсуф-заде родился в 1886 году (по некоторым документам в 1890 году) в городе Губа. Начальное образование получил в школе муллы.
Партийный стаж в РСДРП(б) отсчитывался с 1906 года.
В 1911-1916 годах он была инициатором и организатором первого социал-демократического объединения азербайджанских женщин, работавших учительницами в Шамахинском и Губинском уездах. Вместе с Алешей Джапаридзе А. Юсуф-заде был избран представителем от Бакинской большевистской организации на VI съезде Российской социал-демократической рабочей партии большевиков, проходившем в Петрограде 8–16 августа 1917 года.

 Товарищи члены съезда! Приветствую вас от имени нашей организации «Гуммед», входящей в состав нашей партийной организации г. Баку. Член нашей организации первый раз появляется на партийном съезде, и потому я позволю себе в кратких словах познакомить вас, товарищи, с нашей организацией и ее историей.
«Гуммед» — филиальное отделение Бакинского комитета РСДРП; наша организация входит в бакинскую организацию как часть ее и ведет работу среди кавказских мусульман. Мусульманство, вы знаете, не составляет одного народа или нации — это скорее религия: сюда входят и кавказские татары (азербайджанцы), турки, лезгины, персы и т. д. Наша организация, как я уже сказал, ведет работу главным образом среди кавказцев, но старается распространить свое влияние за пределы Кавказа, как это было, напр., во время персидской революции 13°. Слово «гуммед» — арабское, означает «энергия».
Под этим названием наша организация выступила, с разрешения местной партийной организации, в начале 1905 г. Она вела энергичную работу, письменную и устную, среди бакинских рабочих и среди молодежи. Помимо множества листков, была переведена наша программа и распространена во множестве экземпляров. Помимо партийной работы, «Гуммед» принимал участие и в профессиональном движении; роль нашей организации была заметна в особенности в «Союзе нефтепромышленных рабочих», в который были вовлечены в 1907 — 1908 гг. тысячи рабочих мусульман.
Должен отметить особо роль «Гуммеда» в персидской революции. Наша организация обслуживала персидских революционеров и литературой, и агитаторами, и добровольцами. Члены нашей организации были одними из первых, которые развили революционную и социалистическую агитацию в Персии. В мрачные дни реакции наша организация была так же обессилена, как и другие партийные организации. Не надо забывать, что у нас, помимо общих врагов, имеются и свои — темные силы мусульман.
С ними нам приходится вести отчаянную борьбу. После революции наша организация вновь встала на ноги. В настоящее время работа ведется во всех районах Баку, организованы группы и в уездах — в Шемахе, в Кубе и в других местах. Нам предстоит в настоящее время распространить свою работу на весь Кавказ. Был запрос и из Закаспийского края, куда нам пришлось направить одного товарища.
Правда, вокруг «Гуммеда» сплотились группы преданных интеллигентов, выделяются уже сознательные рабочие мусульмане, которые уже ведут самостоятельную работу, но должен признаться, что сил очень мало. А работа громадная и ответственная. В особенности в связи с выборами в Учредительное собрание придется проделать большую работу. Поэтому я обращаюсь к вам, товарищи, и говорю: необходима помощь и поддержка.
Наша газета «Гуммед» за неимением средств издается пока в неделю один раз, а ведь она — единственная мусульманская социал-демократическая газета на Кавказе. Переведена программа, подготовляются к печати кое-какие брошюры, но этим дело не может ограничиться. Нам предстоит в будущем создать социал-демократическую литературу на нашем языке.
Еще раз приветствую вас, дорогие товарищи, и надеюсь, что партия окажет нам всякую поддержку в нашем трудном и ответственном деле. (Единодушные аплодисменты.).

Юсуф-заде был председателем временной Бакинской чрезвычайной комиссии по организации I съезда Коммунистической партии Азербайджана, и секретарём на этом съезде, где был избран членом ЦК.
В годы советской власти в Азербайджане Ага-Баба Юсуф-заде был председателем ревкома Бакинского округа, чрезвычайным комиссаром по борьбе с бандитизмом и контрреволюцией в Бакинском и Шамахинском районах, редактором газеты «Коммунист» (с августа 20 марта 1920 г. по 29 марта 1921 г.).  Работал председателем Верховного суда Нахичеванской АССР и на других ответственных постах.
С 22 августа 1920 года был председателем комиссии «"AzərMərkəziÇapedilmə"».
Он сыграл большую роль в образовании и профессиональной подготовке не только сотрудников и репортеров газеты «Коммунист», но и целого поколения журналистов Азербайджана. Он также был директором курсов журналистики и стенографии.

### Преследование. Гибель
В конце марта 1921 года Ага-Баба Юсуф-заде был оклеветан и обвинён в убийстве жены, однако много позже он был оправдан. По данным следственного дела он был исключён из РКП(б) в 1921 году «за националистические взгляды». Восстановлен в ВКП(б) в 1929.
В 1936 году являлся секретарём-переводчиком 43-го погранотряда.  7 августа 1936 года арестован, обвинён в «контрреволюционной троцкистской деятельности (КРТД)». Признал себя виновным лишь в национал-уклонизме. Приговорён в заключению в лагерь. Срок отбывал в Ухтпечлаге НКВД, рабочий 9-го отряда желдорстроя.
Повторно арестован в лагере 24 декабря 1937 года. Обвинён по 58-10 (антисоветская агитация, АСА), 58-11 (контрреволюционная организация, КРО) УК РСФСР. Следствие продолжалось 12 дней. 5 января 1938 года приговорён тройкой при УНКВД Архангельской области к высшей мере наказания, расстрелу. 
Приговор приведён в исполнение 11 марта 1938 года.
Реабилитирован (посмертно).

## Семья
Семейная жизнь Ага-Бабы Юсуф-заде детально не изучена. Однако широко известна его дочь Клара. 
- Дочь — Клара[азерб.] (16 апреля 1934 — 26 февраля 2011) — по словам самой Клары, родители ей дали имя в честь Клары Цеткин. В момент ареста отца ей было 2 года и 4 месяца. После того, как началась Великая Отечественная война и братья Клары[c] ушли на фронт, из-за крайней бедности, ещё будучи совсем ребёнком, она связалась с преступным миром. Она стала известной воровкой-карманницей по кличке Клара-Зеркало. Ей было 15 лет, когда она впервые попала в тюрьму.  Всего она была арестована 7 раз и провела в заключении 32 года, в том числе в Карлаге, в ИТК № 6 в Мордовии,  в городе Чаплыгин Оренбургской  области и на Куйбышевской  ГЭС. Говорят, что в паспорте  она была записана как Клара Агабаба огры Юсифзаде (Klara Ağababa oğru Yusifzadə), или Клара Агабаба вор Юсифзаде (азербайджанское oğru созвучно с oğlu (сын)).  Клара-Зеркало  в 50-60-е годы имела отношение к банде “Чёрная Волга”, действия которой стали основной темой одноимённой детективной повести Джамшида Амирова[9].

## Комментарии
1. ↑  Дата рождения строго не определена. Например, в источниках, связанных со следственными делами в одном дата рождения 1880 год[1], в другом 1885 год[2]. Здесь мы придерживаемся даты, приведённой в азербайджанской Википедии
2. ↑  В источнике, восходящем к следственному делу, сказано, что  Юсуф-заде был  "пред. Верховного Суда Аз.ССР"[2], то есть председателем Верховного суда всего Советского Азербайджана.
3. ↑  Имена братьев неизвестны. Поиск в базах данных по участникам Великой Отечественной войны дает лишь одного отдаленно напоминающего родственника Клары: гвардии капитан Ага Бабаевич Юсуфзаде[7] или Ага-Бабаевич Юсуф-Заде (в оригинале так с дефисом), род. в 1914 году в Махачкале (тогда Петровске), гвардии капитане, артиллеристе, члене ВКП(б), погибшем 19 июля 1944 на территории Литвы. Его ближайшей родственницей указана тётя Лела Алиева, проживавшая в Баку, ул. Октябрьская, 132 кв 9.[8], что говорит о том, что родителей не было в живых.